# کرس هیل (کارولینای جنوبی)
کرس هیل(به انگلیسی: Cross Hill) شهری در ایالت کارولینای جنوبی کشور ایالات متحده آمریکا است که جمعیت آن در سرشماری سال ۲۰۱۰ میلادی، ۵۰۷ نفر بوده‌است.